# ترانه‌شناسی مرتضی پاشایی
مرتضی پاشایی (۲۰ مرداد ۱۳۶۳ — ۲۳ آبان ۱۳۹۳) خواننده، نوازنده، آهنگساز و تنظیم‌کننده اهل ایران بود. وی در آبان ۱۳۹۳ در ۳۰ سالگی بر اثر سرطان معده درگذشت. مرتضی پاشایی در زمان حیاتش حدود ۴۰ تک آهنگ و یک آلبوم دارای مجوز از وزارت فرهنگ و ارشاد اسلامی به نام یکی هست منتشر کرده‌است. در سال ۱۳۹۲ و پس از انتشار خبر ابتلای مرتضی پاشایی به بیماری سرطان معده، آلبومی به نام (گل بیتا) با صدای وی روی اینترنت قرار گرفت. بعدها اعلام شد که این آلبوم در اواخر دهه ۸۰ ساخته شده‌است اما به انتشار نرسیده‌است. پس از مرگ وی ۲ آلبوم به نام‌های اسمش عشقه (توسط خانواده پاشایی) و پرنده یا گل بیتا ۲ (توسط آوای سمان) منتشر شده‌است. در سال ۲۰۱۴ آلبومی به نام من و مابا حضور چند هنرمند مطرح منتشر شد که قطعه «قلبم رو تکراره» پاشایی در آن به چشم می‌خورد. او همچنین در آلبوم دیگری به نام منتخب پاپ که اولین آلبوم تصویری موسیقی پاپ با استفاده از تکنولوژی دالبی است به همراه چند هنرمند دیگر، حضور دارد. انتشار قطعات پخش نشده مرتضی پاشایی تا کنون ادامه دارد.

## اعضای اصلی تیم و همکاران ثابت گروه مرتضی پاشایی
- ترانه‌سرا: مهرزاد امیرخانی
- آهنگسازان: مرتضی پاشایی - میلاد ترابی
- تنظیم کنندگان: مرتضی پاشایی - میلاد ترابی - پازل بند - معین راهبر
- تهیه‌کننده و مدیر برنامه: مهدی کرد
- نوازندگان و عوامل اجراهای زنده:
- رهبر ارکستر: انوشیروان تربتی - دکتر حامد طاهری
- گیتار بیس: فرشاد اتهی - صفا درمان
- درامز: روزبه پهلوانی نژاد
- مسئول امنیت: محمود گل محمدی

## آلبوم‌های انفرادی

### گل بیتا (۱۳۸۸)
| نام ترانه     | ترانه‌سرا        | آهنگ‌ساز      | تنظیم        |
| ------------- | --------------- | ------------ | ------------ |
| آدم آهنی      | مهرزاد امیرخانی | مرتضی پاشایی | مرتضی پاشایی |
| آدم‌کش         | مهرزاد امیرخانی | مرتضی پاشایی | مرتضی پاشایی |
| می‌بخشم        | مهرزاد امیرخانی | مرتضی پاشایی | مرتضی پاشایی |
| بی تو می‌میرم  | مهرزاد امیرخانی | مرتضی پاشایی | مرتضی پاشایی |
| اطلسی         | مهرزاد امیرخانی | مرتضی پاشایی | مرتضی پاشایی |
| گل بیتا       | مهرزاد امیرخانی | مرتضی پاشایی | مرتضی پاشایی |
| هنوزم         | مهرزاد امیرخانی | مرتضی پاشایی | مرتضی پاشایی |
| حالا اومدی    | مهرزاد امیرخانی | مرتضی پاشایی | مرتضی پاشایی |
| تو رفتی       | مهرزاد امیرخانی | مرتضی پاشایی | مرتضی پاشایی |
| رو تو برگردون | مهرزاد امیرخانی | مرتضی پاشایی | مرتضی پاشایی |
| تو میری       | مهرزاد امیرخانی | مرتضی پاشایی | مرتضی پاشایی |
| کاش بدونی     | مهرزاد امیرخانی | مرتضی پاشایی | مرتضی پاشایی |

### یکی هست(۱۳۹۱)
| شماره قطعه | نام قطعه         | ترانه‌سرا                   | آهنگ‌ساز      | تنظیم           | مدت  |
| ---------- | ---------------- | -------------------------- | ------------ | --------------- | ---- |
| ۱          | یکی بود یکی نبود | مهرزاد امیرخانی            | مرتضی پاشایی | میلاد ترابی     | ۳:۴۵ |
| ۲          | باید کاری کنی    | مهرزاد امیرخانی            | مرتضی پاشایی | مرتضی پاشایی    | ۳:۵۳ |
| ۳          | بیا برگرد        | مهرزاد امیرخانی            | مرتضی پاشایی | میلاد ترابی     | ۴:۲۶ |
| ۴          | نبض احساس        | علی بحرینی                 | میلاد ترابی  | میلاد ترابی     | ۴:۳۵ |
| ۵          | برو              | مهرزاد امیرخانی            | مرتضی پاشایی | پازل بند        | ۳:۵۵ |
| ۶          | به خدا           | مهرزاد امیرخانی            | مرتضی پاشایی | پیمان عیسی زاده | ۳:۴۹ |
| ۷          | خاطره‌ها          | مهرزاد امیرخانی            | مرتضی پاشایی | مرتضی پاشایی    | ۳:۰۰ |
| ۸          | دقیقه‌های آخر     | مهرزاد امیرخانی            | مرتضی پاشایی | مرتضی پاشایی    | ۴:۲۰ |
| ۹          | عشق یعنی این     | مهرزاد امیرخانی علی بحرینی | میلاد ترابی  | میلاد ترابی     | ۴:۲۶ |
| ۱۰         | دیدی             | مهرزاد امیرخانی            | مرتضی پاشایی | مرتضی پاشایی    | ۳:۴۴ |
| ۱۱         | آرزو             | مهرزاد امیرخانی            | مرتضی پاشایی | مرتضی پاشایی    | ۳:۰۷ |
| ۱۲         | یکی هست          | مهرزاد امیرخانی            | مرتضی پاشایی | مرتضی پاشایی    | ۳:۱۶ |

### اسمش عشقه(۱۳۹۴)
| نام ترانه                          | ترانه‌سرا        | آهنگساز      | تنظیم                     | مدت  |
| ---------------------------------- | --------------- | ------------ | ------------------------- | ---- |
| حس جدید                            | مهرزاد امیرخانی | مرتضی پاشایی | معین راهبر ایمان احمدزاده | ۳:۰۵ |
| اسمش عشقه                          | مهرزاد امیرخانی | مرتضی پاشایی | آرش پاکزاد                | ۳:۲۸ |
| عاشقترین                           | مهرزاد امیرخانی | میلاد ترابی  | میلاد ترابی               | ۵:۰۰ |
| اشکام جاریه                        | مهرزاد امیرخانی | مرتضی پاشایی | آرش پاکزاد                | ۳:۴۰ |
| وقتی دلم عاشقته                    | مهرزاد امیرخانی | مرتضی پاشایی | مهران عباسی               | ۴:۰۱ |
| همنفس                              | مهرزاد امیرخانی | مرتضی پاشایی | محمد فلاحی                | ۲:۵۷ |
| خجالتی                             | مهرزاد امیرخانی | مرتضی پاشایی | آرش پاکزاد                | ۳:۵۵ |
| یه لحظه                            | مهرزاد امیرخانی | مرتضی پاشایی | آرش پاکزاد                | ۳:۵۱ |
| ادعا                               | مهرزاد امیرخانی | مرتضی پاشایی | محمد فلاحی                | ۳:۳۰ |
| حالا حالاها (همخوان: مصطفی پاشایی) | مهرزاد امیرخانی | مرتضی پاشایی | آرش پاکزاد                | ۳:۴۹ |
| نگران منی                          | مهرزاد امیرخانی | مرتضی پاشایی | معین راهبر                | ۳:۴۶ |
| روز برفی                           | مهرزاد امیرخانی | مرتضی پاشایی | آرش پاکزاد                | ۳:۵۲ |
| عصر پاییزی                         | مهرزاد امیرخانی | مرتضی پاشایی | معین راهبر                | ۳:۰۳ |
| اسمش عشقه (۲)                      | مهرزاد امیرخانی | مرتضی پاشایی | میلاد ترابی               | ۳:۱۹ |
| Remix                              | مهرزاد امیرخانی | مرتضی پاشایی | محمد فلاحی                | ۵:۳۱ |

### گل بیتا ۲ (پرنده) (۱۳۹۴)
| نام ترانه  | ترانه‌سرا   | آهنگساز      | تنظیم        |
| ---------- | ---------- | ------------ | ------------ |
| صدای تو    | ارشک رفیعی | مرتضی پاشایی | مرتضی پاشایی |
| نبودی      | ارشک رفیعی | مرتضی پاشایی | رشید رفیعی   |
| گل بیتا    | ارشک رفیعی | مرتضی پاشایی | مرتضی پاشایی |
| هم گریه    | ارشک رفیعی | مرتضی پاشایی | رشید رفیعی   |
| پرنده ۱    | ارشک رفیعی | مرتضی پاشایی | رشید رفیعی   |
| چشمای خسته | ارشک رفیعی | مرتضی پاشایی | رشید رفیعی   |
| آخرین غزل  | ارشک رفیعی | مرتضی پاشایی | رشید رفیعی   |
| پرنده ۲    | ارشک رفیعی | مرتضی پاشایی | رشید رفیعی   |

## آلبوم‌های گروهی

### من و ما(۱۳۹۳)
| R  | نام آهنگ            | خواننده      | ترانه           | آهنگ           | تنظیم       |
| -- | ------------------- | ------------ | --------------- | -------------- | ----------- |
| ۱  | دیگه دوسم نداره     | محسن چاوشی   | حسین صفا        | محسن چاوشی     | محسن چاوشی  |
| ۲  | بذار بگن            | سینا حجازی   | سینا حجازی      | سینا حجازی     | سینا حجازی  |
| ۳  | قلبم رو تکراره      | مرتضی پاشایی | مهرزاد امیرخانی | مرتضی پاشایی   | سعید زمانی  |
| ۴  | مقدس                | شهرام شکوهی  | علی بحرینی      | میلاد ترابی    | میلاد ترابی |
| ۵  | دریا                | ایمان قیاسی  | حسین صفا        | محسن چاوشی     | محسن چاوشی  |
| ۶  | خدا به همرات        | مهدی یراحی   | امیرعلی بهادری  | امیرعلی بهادری | آرون حسینی  |
| ۷  | گل رز               | علی لهراسبی  | مهرزاد امیرخانی | حسین قربانپور  | مهران عباسی |
| ۸  | فال                 | رضا صادقی    | حسین غفاری      | حسین غفاری     | انوش تقوی   |
| ۹  | مثل اون روزا        | امیر مسعود   | امیر مسعود      | امیر مسعود     | امیر مسعود  |
| ۱۰ | عاشق چشماتم         | احسان حق‌شناس | امیر یگانه      | امیر یگانه     | امیر یگانه  |
| ۱۱ | از اون روزی که رفتی | عرفان معماری | عرفان معماری    | امیر مسعود     | امیر مسعود  |

### منتخب پاپ (اولین آلبوم صوتی تصویری موسیقی ایران) (۱۳۹۲)
| نام ترانه               | خواننده         | ترانه‌سرا        | آهنگساز         | تنظیم کننده   |
| ----------------------- | --------------- | --------------- | --------------- | ------------- |
| تردید                   | علی تفرشی       | علی تفرشی       | علی تفرشی       | علی تفرشی     |
| هفته عشق                | بنیامین بهادری  | فرید احمدی      | بنیامین بهادری  | نیما وارسته   |
| سلام                    | فریدون آسرایی   | حسین غیاثی      | فریدون آسرایی   | پاشا یثربی    |
| جاده یک طرفه            | مرتضی پاشایی    | مهرزاد امیرخانی | مرتضی پاشایی    | مرتضی پاشایی  |
| آدم یه جاهایی رو مجبوره | رضا یزدانی      | مهدی عبویی      | رضا یزدانی      | میلاد عدل     |
| صبوری                   | روزبه نعمت‌اللهی | حسین غیاثی      | روزبه نعمت‌اللهی | پیام قربانی   |
| اسیری                   | شهرام شکوهی     | شهرام شکوهی     | شهرام شکوهی     | حسین کاشانیان |

## آلبوم‌های زنده

### یکی بود یکی هست (۱۳۹۴)
| نام ترانه        | ترانه‌سرا        | آهنگساز      | میکس و مستر    | تنظیم کننده |
| ---------------- | --------------- | ------------ | -------------- | ----------- |
| بیا برگرد        | مهرزاد امیرخانی | مرتضی پاشایی | ایمان احمدزاده | حامد طاهری  |
| نبض احساس        | مهرزاد امیرخانی | مرتضی پاشایی | ایمان احمدزاده | حامد طاهری  |
| باید کاری کنی    | مهرزاد امیرخانی | مرتضی پاشایی | ایمان احمدزاده | حامد طاهری  |
| یکی بود یکی نبود | مهرزاد امیرخانی | مرتضی پاشایی | ایمان احمدزاده | حامد طاهری  |
| یکی هست          | مهرزاد امیرخانی | مرتضی پاشایی | ایمان احمدزاده | حامد طاهری  |

#### عوامل
- گیتار: فرشید ادهمی
- ترامبون: رامین براتی
- عکس: علیرضا هاشمی
- کاور: امیرعلی سلطانی
- پیانو: حامد طاهری
- کلارینت: محسن حسن‌نیا
- پرکاشن: محمد شعبانی
- ترامپت: رضا آذری نژاد
- کیبورد: مجتبی اسد پور
- ضبط: استودیو باصمد
- تهیه‌کننده: مهدی کرد
- آهنگساز: مرتضی پاشایی
- ترانه‌سرا: مهرزاد امیرخانی

## تک آهنگ‌ها
برای منظم سازی، تک آهنگ‌ها به دو بخش جداگانه تقسیم شده‌اند (توجه داشته باشید که آهنگ‌های آلبوم «تک آهنگ» محسوب نمی‌شوند مگر اینکه پیش از آلبوم به انتشار رسیده باشند):

### آهنگ هایی که در زمان فعالیت رسمی مرتضی پاشایی به انتشار رسیده اند.
| شماره | نام ترانه        | سال انتشار | ترانه‌سرا        | آهنگ ساز        | تنظیم کننده  | توضیحات |
| ----- | ---------------- | ---------- | --------------- | --------------- | ------------ | --- |
| ۱     | تو راست میگی     | ۱۳۸۹       | مهرزاد امیرخانی | مرتضی پاشایی    | مرتضی پاشایی | استفاده شده در فیلم مثل شیشه سال ۱۳۹۰ |
| ۲     | یکی هست          | ۱۳۸۹       | مهرزاد امیرخانی | مرتضی پاشایی    | مرتضی پاشایی | در سال ۱۳۹۰ در آلبوم یکی هست قرار داده شد |
| ۳     | تو فکرتم         | ۱۳۹۰       | مهرزاد امیرخانی | مرتضی پاشایی    | مرتضی پاشایی | |
| ۴     | شاید بپرسی       | ۱۳۹۰       | مهرزاد امیرخانی | مرتضی پاشایی    | مرتضی پاشایی | |
| ۵     | یادته            | ۱۳۹۰       | مهرزاد امیرخانی | مرتضی پاشایی    | مرتضی پاشایی | |
| ۶     | مثل شیشه         | ۱۳۹۰       | مهرزاد امیرخانی | مرتضی پاشایی    | مرتضی پاشایی | این قطعه در مجموعه تلویزیونی مثل شیشه استفاده شده‌است |
| ۷     | میخوام بگم       | ۱۳۹۰       | مهرزاد امیرخانی | مرتضی پاشایی    | مرتضی پاشایی | |
| ۸     | تو رفتی          | ۱۳۹۰       | مهرزاد امیرخانی | مرتضی پاشایی    | مرتضی پاشایی | به یاد ناصر حجازی |
| ۹     | قسم              | ۱۳۹۱       | مهرزاد امیرخانی | مرتضی پاشایی    | مرتضی پاشایی | |
| ۱۰    | ماه من           | ۱۳۹۱       | مهرزاد امیرخانی | مرتضی پاشایی    | مرتضی پاشایی | |
| ۱۱    | تقصیر            | ۱۳۹۱       | مهرزاد امیرخانی | مرتضی پاشایی    | مرتضی پاشایی | |
| ۱۲    | منو ببخش         | ۱۳۹۱       | مهرزاد امیرخانی | مرتضی پاشایی    | مرتضی پاشایی | |
| ۱۳    | گریه کن          | ۱۳۹۱       | مهرزاد امیرخانی | مرتضی پاشایی    | مرتضی پاشایی | |
| ۱۴    | به گوشت میرسه    | ۱۳۹۱       | مهرزاد امیرخانی | مرتضی پاشایی    | مرتضی پاشایی | |
| ۱۵    | بذار بگم         | ۱۳۹۱       | مهرزاد امیرخانی | مهرزاد امیرخانی | مرتضی پاشایی | |
| ۱۶    | می‌میرم           | ۱۳۹۱       | مهرزاد امیرخانی | مرتضی پاشایی    | مرتضی پاشایی | |
| ۱۷    | دل من دل تو      | ۱۳۹۱       | مهرزاد امیرخانی | مرتضی پاشایی    | مرتضی پاشایی | |
| ۱۸    | عشق من           | ۱۳۹۲       | مهرزاد امیرخانی | مرتضی پاشایی    | مرتضی پاشایی | |
| ۱۹    | چطور دلت اومد    | ۱۳۹۲       | مهرزاد امیرخانی | مرتضی پاشایی    | مرتضی پاشایی | |
| ۲۰    | بغض              | ۱۳۹۲       | مهرزاد امیرخانی | مرتضی پاشایی    | مرتضی پاشایی | پس از درگذشت همسر بنیامین بهادری در یک سانحه رانندگی، پاشایی قطعه بغض را به وی تقدیم کرد                                                                                             |
| ۲۱    | نفس              | ۱۳۹۲       | مهرزاد امیرخانی | مرتضی پاشایی    | مرتضی پاشایی | |
| ۲۲    | ستایش            | ۱۳۹۲       | مهرزاد امیرخانی | مرتضی پاشایی    | مرتضی پاشایی | |
| ۲۳    | جاده یک طرفه     | ۱۳۹۲       | مهرزاد امیرخانی | مرتضی پاشایی    | مرتضی پاشایی | برنده جایزه بهترین قطعه موسیقی پاپ سال ۱۳۹۲ خارج از آلبوم(انتخاب مردمی) توسط جشنواره موسیقی ما                                                                                       |
| ۲۴    | دروغ دوست داشتنی | ۱۳۹۲       | مهرزاد امیرخانی | مرتضی پاشایی    | مرتضی پاشایی | |
| ۲۵    | فصل بهار         | ۱۳۹۳       | مهرزاد امیرخانی | حسن کریمی       | معین راهبر   | به همراه جمعی از هنرمندان برای نوروز ۱۳۹۳ |
| ۲۶    | روز برفی         | ۱۳۹۳       | مهرزاد امیرخانی | مرتضی پاشایی    | سعید زمانی   | به همراه محمدرضا گلزار |
| ۲۷    | نگران منی        | ۱۳۹۳       | مهرزاد امیرخانی | مرتضی پاشایی    | مرتضی پاشایی | تیتراژ برنامه ماه عسل سال ۱۳۹۳ برنده جایزه بهترین قطعه موسیقی پاپ سال ۱۳۹۳ خارج از آلبوم(انتخاب مردمی) توسط جشنواره موسیقی ما نگران منی در سال ۱۳۹۴ نیز در آلبوم اسمش عشقه قرار گرفت |
| ۲۸    | عصر پاییزی       | ۱۳۹۳       | مهرزاد امیرخانی | مرتضی پاشایی    | معین راهبر   | برای برنامه ای به نام عصر پاییزی ساخته شد اما مجوز نگرفت و نهایتاً در اینترنت منتشر شد                                                                                                |
| ۲۹    | قلبم رو تکراره   | ۱۳۹۳       | مهرزاد امیرخانی | مرتضی پاشایی    | مرتضی پاشایی | |
| ۳۰    | روزهای سخت       | ۱۳۹۳       | مهرزاد امیرخانی | مرتضی پاشایی    | مرتضی پاشایی | آخرین آهنگ رسمی مرتضی پاشایی |

۲. تک آهنگ‌هایی که پس از درگذشت مرتضی پاشایی منتشر شده‌اند:
| شماره | نام ترانه         | سال انتشار | ترانه‌سرا        | آهنگ ساز     | تنظیم کننده  | توضیحات                                              |
| ----- | ----------------- | ---------- | --------------- | ------------ | ------------ | ---------------------------------------------------- |
| ۱     | من و تو           | ۱۳۹۳       | مهرزاد امیرخانی | مرتضی پاشایی | مرتضی پاشایی |                                                      |
| ۲     | سرت رو برنگردوندی | ۱۳۹۳       | مهرزاد امیرخانی | مرتضی پاشایی | مرتضی پاشایی |                                                      |
| ۳     | نگران توأم        | ۱۳۹۳       | مهرزاد امیرخانی | مرتضی پاشایی | مرتضی پاشایی | این قطعه ورژن اولیه آهنگ نگران منی بود               |
| ۴     | کجایی             | ۱۳۹۳       | مهرزاد امیرخانی | مرتضی پاشایی | مرتضی پاشایی |                                                      |
| ۵     | کی فکرشو می‌کرد    | ۱۳۹۳       | مهرزاد امیرخانی | مرتضی پاشایی | مرتضی پاشایی |                                                      |
| ۶     | حالا وقتشه        | ۱۳۹۳       | مهرزاد امیرخانی | مرتضی پاشایی | مرتضی پاشایی |                                                      |
| ۶     | بجای تو           | ۱۳۹۴       | مهرزاد امیرخانی | مرتضی پاشایی | مرتضی پاشایی | این تک آهنگ برای مهدی احمدوند ساخته شده بود          |
| ۷     | شرشر بارون        | ۱۳۹۴       | مهرزاد امیرخانی | مرتضی پاشایی | مرتضی پاشایی | این تک آهنگ برای علی لهراسبی ساخته شده بود           |
| ۸     | یادم باشی         | ۱۳۹۴       | مهرزاد امیرخانی | مرتضی پاشایی | مرتضی پاشایی |                                                      |
| ۹     | غیرممکن           | ۱۳۹۴       | مهرزاد امیرخانی | مرتضی پاشایی | مرتضی پاشایی |                                                      |
| ۱۰    | یه روز خوب        | ۱۳۹۴       | مهرزاد امیرخانی | مرتضی پاشایی | مرتضی پاشایی |                                                      |
| ۱۲    | سه شنبه سرد       | ۱۳۹۵       | مهرزاد امیرخانی | مرتضی پاشایی | مرتضی پاشایی |                                                      |
| ۱۳    | نامه              | ۱۳۹۵       | مهرزاد امیرخانی | مرتضی پاشایی | مرتضی پاشایی |                                                      |
| ۱۴    | بغض ترانه         | ۱۳۹۶       | مهرزاد امیرخانی | مرتضی پاشایی | مرتضی پاشایی |                                                      |
| ۱۵    | گذشته‌ها           | ۱۳۹۶       | مهرزاد امیرخانی | مرتضی پاشایی | مرتضی پاشایی |                                                      |
| ۱۶    | حسرت              | ۱۳۹۷       | مهرزاد امیرخانی | مرتضی پاشایی | مهدی حسنی    | به همراه سینا سرلک                                   |
| ۱۷    | گریه نکن          | ۱۳۹۸       | مهرزاد امیرخانی | مرتضی پاشایی | مرتضی پاشایی |                                                      |
| ۱۸    | نفسمی             | ۱۳۹۸       | مهرزاد امیرخانی | مرتضی پاشایی | مرتضی پاشایی |                                                      |
| ۱۹    | انتظار            | ۱۳۹۸       | مهرزاد امیرخانی | مرتضی پاشایی | مرتضی پاشایی |                                                      |
| ۲۰    | نفس بکش           | ۱۳۹۸       | مهرزاد امیرخانی | مرتضی پاشایی | مرتضی پاشایی |                                                      |
| ۲۱    | عشق جنجالی        | ۱۳۹۸       | مهرزاد امیرخانی | مرتضی پاشایی | مرتضی پاشایی |                                                      |
| ۲۲    | مثه ستاره         | ۱۳۹۸       | مهرزاد امیرخانی | مرتضی پاشایی | مرتضی پاشایی |                                                      |
| ۲۳    | فراموشم کن        | ۱۳۹۹       | مهرزاد امیرخانی | مرتضی پاشایی | مرتضی پاشایی |                                                      |
| ۲۴    | نگو               | ۱۳۹۹       | مهرزاد امیرخانی | مرتضی پاشایی | مرتضی پاشایی |                                                      |
| ۲۵    | نمیدونی           | ۱۳۹۹       | مهرزاد امیرخانی | مرتضی پاشایی | مرتضی پاشایی |                                                      |
| ۲۶    | برات می‌نویسم      | ۱۳۹۹       | مهرزاد امیرخانی | مرتضی پاشایی | مرتضی پاشایی |                                                      |
| ۲۷    | گله دارم          | ۱۳۹۹       | مهرزاد امیرخانی | مرتضی پاشایی | مرتضی پاشایی |                                                      |
| ۲۸    | از آسمونی         | ۱۳۹۹       | مهرزاد امیرخانی | مرتضی پاشایی | مرتضی پاشایی |                                                      |
| ۲۹    | اونی که جای منه   | ۱۳۹۹       | مهرزاد امیرخانی | مرتضی پاشایی | مرتضی پاشایی |                                                      |
| ۳۰    | از تو چه پنهون    | ۱۴۰۰       | مهرزاد امیرخانی | مرتضی پاشایی | مرتضی پاشایی |                                                      |
| ۳۱    | فراموش کردی       | ۱۴۰۰       | لیلا مهدوی      | مرتضی پاشایی | آرمیک        |                                                      |
| ۳۲    | عاشقتم            | ۱۴۰۱       | مهرزاد امیرخانی | مرتضی پاشایی | مرتضی پاشایی |                                                      |
| ۳۳    | برگرد             | ۱۴۰۱       | مهرزاد امیرخانی | مرتضی پاشایی | الیاس عامر   | این تک آهنگ سال ۱۳۹۰ برای مهدی میرزایی ساخته شده بود |
| ۳۴    | بار آخر           | ۱۴۰۱       | مهرزاد امیرخانی | مرتضی پاشایی | الیاس عامر   |                                                      |
| ۳۵    | از چی دلخوری      | ۱۴۰۲       | مهرزاد امیرخانی | مرتضی پاشایی | الیاس عامر   |                                                      |
| ۳۶    | دست رو دلم نذار   | ۱۴۰۲       | مهرزاد امیرخانی | مرتضی پاشایی | الیاس عامر   |                                                      |

## نماهنگ‌ها
| نام نماهنگ                    | سال انتشار | کارگردان    |
| ----------------------------- | ---------- | ----------- |
| آلبوم یکی هست                 | ۱۳۹۱       |             |
| جاده یک طرفه                  | ۱۳۹۲       | بهمن تیرگان |
| فصل بهار                      | ۱۳۹۳       |             |
| تیتراژ ابتدایی برنامه ماه عسل | ۱۳۹۳       |             |
| نگران منی                     | ۱۳۹۳       | امین شاکر   |

## تیزرها
| نام تیزر            | سال انتشار |
| ------------------- | ---------- |
| تیزر آلبوم یکی هست  | ۱۳۹۱       |
| تیزر روزهای سخت     | ۱۳۹۳       |
| تیزر آلبوم اسم عشقه | ۱۳۹۴       |
| تیزر حسرت           | ۱۳۹۶       |

## آهنگسازی برای دیگران
| نام خواننده            | نام ترانه                           | ترانه‌سرا        | آهنگ‌ساز      | تنظیم              |
| ---------------------- | ----------------------------------- | --------------- | ------------ | ------------------ |
| مجید رضا               | قصه اینه                            | مهرزاد امیرخانی | مرتضی پاشایی | معین راهبر         |
| علی لهراسبی            | شرشر بارون                          | مهرزاد امیرخانی | مرتضی پاشایی | معین راهبر         |
| علی لهراسبی            | دلهره                               | مهرزاد امیرخانی | مرتضی پاشایی | مهران عباسی        |
| علی لهراسبی            | حالم خوبه                           | مهرزاد امیرخانی | مرتضی پاشایی | مهران عباسی        |
| علی لهراسبی            | من به تو حق میدم                    | مهرزاد امیرخانی | مرتضی پاشایی | بهروز علی یاری     |
| محسن فرهمندی           | بیا بیا                             | مهرزاد امیرخانی | مرتضی پاشایی | مرتضی پاشایی       |
| علی عبدالمالکی         | چند روز                             | مهرزاد امیرخانی | مرتضی پاشایی | مرتضی پاشایی       |
| رضا شیری               | جدایی                               | مازیار فلاحی    | مرتضی پاشایی | مرتضی پاشایی       |
| امیر نامی              | صبح رسیدن                           | مرتضی پاشایی    | مرتضی پاشایی | نیکان              |
| مهدی احمدوند           | به جای تو                           | مهرزاد امیرخانی | مرتضی پاشایی | مهدی احمدوند       |
| میثم ابراهیمی          | تو و من                             | مهرزاد امیرخانی | مرتضی پاشایی | معین راهبر         |
| مصطفی یگانه            | ساعت نرو جلو                        | مهرزاد امیرخانی | مرتضی پاشایی | مرتضی پاشایی       |
| علی لهراسبی            | قصه (بازخوانی قصه اینه از مجید رضا) | مهرزاد امیرخانی | مرتضی پاشایی | معین راهبر         |
| مهرزاد امیرخانی        | به تو سپردمش                        | مهرزاد امیرخانی | مرتضی پاشایی | مرتضی پاشایی       |
| مهرزاد امیرخانی        | نشون به اون نشون                    | مهرزاد امیرخانی | مرتضی پاشایی | علی رهبری          |
| مهرزاد امیرخانی        | حس تازه                             | مهرزاد امیرخانی | مرتضی پاشایی | پازل بند           |
| مهرزاد امیرخانی        | اشتباه                              | مهرزاد امیرخانی | مرتضی پاشایی | مرتضی پاشایی       |
| مهرزاد امیرخانی        | بی خوابی                            | مهرزاد امیرخانی | مرتضی پاشایی | مرتضی پاشایی       |
| ابیرام امیر عظیمی      | چرا                                 | ابیرام          | ابیرام       | مرتضی پاشایی       |
| بکتاش                  | دنبال توأم                          | مهرزاد امیرخانی | مرتضی پاشایی | حامد برادران       |
| بکتاش                  | هوای چشات                           | مهرزاد امیرخانی | مرتضی پاشایی | حامد برادران       |
| بکتاش                  | دنیای نامرد                         | بکتاش           | مرتضی پاشایی | حامد برادران       |
| محمد رضایی             | هفت آسمون                           | مهرزاد امیرخانی | مرتضی پاشایی | معین راهبر         |
| ایمان ابراهیمی         | نامه                                | مهرزاد امیرخانی | مرتضی پاشایی | حامد برادران       |
| محمد رضایی             | باور کن                             | مهرزاد امیرخانی | مرتضی پاشایی | معین راهبر         |
| آروین صاحب             | خداحافظی                            | مهرزاد امیرخانی | مرتضی پاشایی | شهاب اکبری         |
| مهدی میرزایی           | برگرد                               | مهرزاد امیرخانی | مرتضی پاشایی | بهنام پهلوانی نژاد |
| محمدرضا گلزار          | روز برفی                            | مهرزاد امیرخانی | مرتضی پاشایی | مرتضی پاشایی       |
| مصطفی پاشایی           | سرت رو برنگردوندی                   | مهرزاد امیرخانی | مرتضی پاشایی | معین راهبر         |
| مصطفی پاشایی           | فقط عشق                             | زهرا کامه ای    | مرتضی پاشایی | آرش آزاد           |
| علی عبدالمالکی         | چند روز                             | مهرزاد امیرخانی | مرتضی پاشایی | مرتضی پاشایی       |
| حسام الدین معین        | سه شنبه سرد                         | مهرزاد امیرخانی | مرتضی پاشایی | حامد برادران       |
| حسام الدین معین        | نامه                                | مهرزاد امیرخانی | مرتضی پاشایی | مرتضی پاشایی       |
| حسام الدین معین        | کسی مثل تو نیست                     | مهرزاد امیرخانی | مرتضی پاشایی | مرتضی پاشایی       |
| حسام الدین معین        | می‌خواستم                            | مهرزاد امیرخانی | مرتضی پاشایی | حامد برادران       |
| حسام الدین معین        | تو همونی                            | مهرزاد امیرخانی | مرتضی پاشایی | حامد برادران       |
| علی عبدالمالکی         | گریه نکن                            | مهرزاد امیرخانی | مرتضی پاشایی | مرتضی پاشایی       |
| ندیم                   | نگو                                 | مهرزاد امیرخانی | مرتضی پاشایی | مرتضی پاشایی       |
| محمد مهدی حامیان       | از دستم رفته                        | مهرزاد امیرخانی | مرتضی پاشایی | مرتضی پاشایی       |
| علی لهراسبی            | شیدایی                              | مهرزاد امیرخانی | مرتضی پاشایی | مرتضی پاشایی       |
| علی لهراسبی            | علی لهراسبی                         | مهرزاد امیرخانی | مرتضی پاشایی | معین راهبر         |
| علی لهراسبی            | هر شب                               | مهرزاد امیرخانی | مرتضی پاشایی | مرتضی پاشایی       |
| علی لهراسبی            | حالم خوبه                           | مهرزاد امیرخانی | مرتضی پاشایی | مرتضی پاشایی       |
| علی لهراسبی            | دل هره                              | مهرزاد امیرخانی | مرتضی پاشایی | مرتضی پاشایی       |
| میثم ابراهیمی          | تو و من                             | مهرزاد امیرخانی | مرتضی پاشایی | معین راهبر         |
| رضا شیری جاوید سلیمانی | دست رو دلم نزار                     | مهرزاد امیرخانی | مرتضی پاشایی | پازل بند           |
| محمد مهدی حامیان       | عاشقتم                              | مهرزاد امیرخانی | مرتضی پاشایی | مرتضی پاشایی       |
| محمد مهدی حامیان       | اگه بری                             | مهرزاد امیرخانی | مرتضی پاشایی | مرتضی پاشایی       |
| محمد مهدی حامیان       | دیدی                                | مهرزاد امیرخانی | مرتضی پاشایی | مرتضی پاشایی       |
| محمد مهدی حامیان       | از تو چه پنهون                      | مهرزاد امیرخانی | مرتضی پاشایی | مرتضی پاشایی       |
| محمد مهدی حامیان       | از من چی دیدی                       | مهرزاد امیرخانی | مرتضی پاشایی | مرتضی پاشایی       |
| محمد مهدی حامیان       | شاید                                | مهرزاد امیرخانی | مرتضی پاشایی | مرتضی پاشایی       |
| محمد مهدی حامیان       | دلتنگی                              | مهرزاد امیرخانی | مرتضی پاشایی | مرتضی پاشایی       |
| محمد مهدی حامیان       | می رم                               | مهرزاد امیرخانی | مرتضی پاشایی | مرتضی پاشایی       |
| محمد مهدی حامیان       | انتظار                              | مهرزاد امیرخانی | مرتضی پاشایی | مرتضی پاشایی       |
| محمد مهدی حامیان       | ریمیکس                              | مهرزاد امیرخانی | مرتضی پاشایی | مرتضی پاشایی       |

## بازخوانی و اجرای قطعات مرتضی پاشایی
تا کنون خوانندگان زیادی مانند محسن یگانه، بنیامین بهادری، مازیار فلاحی، محمد علیزاده، محسن ابراهیم‌زاده، مهدی احمدوند، مهدی یغمایی، فرزاد فرزین، علیرضا طلیسچی، سامان جلیلی و… قطعات مرتضی پاشایی را اجرا کردند.

## قطعاتی که به یادمرتضی پاشاییخوانده شد
پس از درگذشت مرتضی پاشایی، برخی از هنرمندان قطعاتی را برای گرامی داشت و یادبود وی منتشر کردند.
| نام خواننده                 | نام آهنگ         | ترانه‌سرا      | آهنگساز                         | تنظیم کننده      | توضیحات                                                                      |
| --------------------------- | ---------------- | ------------- | ------------------------------- | ---------------- | ---------------------------------------------------------------------------- |
| صادق پور معصومی جمشید معتمد | یکی رفت          | مهدی صالحی    | نامعلوم                         | آیاد دریس        | این آهنگ تنها یک روز پس از مرگ مرتضی پاشایی منتشر شده‌است.                    |
| فرزین فرجی                  | بغضم گرفته       | علی ذوغی      | مرتضی پاشایی                    | نامعلوم          | ملودی این آهنگ برگرفته از قطعه بغض مرتضی پاشایی است                          |
| سعید عادلی                  | به یاد بودنت     | مهدی صالحی    | مرتضی پاشایی                    | شاهین متولی      | ملودی این کار اثر مرتضی پاشایی است این آهنگ ۲ روز پس از مرگ پاشایی منتشر شد. |
| مهدی یغمایی                 | بخواب آروم       | علی حسین پور  | مهدی یغمایی                     | پورزاد اعلایی    |                                                                              |
| فرزاد دزدمه                 | لالایی           | کوروش کرمپور  | مهدی زنگنه ویلون:پیام طونی      | نامعلوم          |                                                                              |
| علی لهراسبی                 | شب تاریک         | بهروز صفاریان | حسین قربانپور ویلون: احسان نی‌زن | نامعلوم          |                                                                              |
| یوسف زمانی                  | آهنگی برای مرتضی | ناصرعبایی     | نامعلوم                         | یوسف زمانی       |                                                                              |
| محمدرضا گلزار               | من دلم تنگ میشه  | پوریا متابین  | ناصر                            | حسین سالاری مقدم | نام فامیل آهنگ ساز در کاور آهنگ ذکر نشده‌است.                                 |
| مانی عباسی                  | سرنوشت           | مجید صالحی    | مرتضی پاشایی                    | عماد عیسی پور    | این آهنگ توسط کمپانی آونگ انتشار یافته‌است.                                   |
| میلاد بهمنی                 | عشق خاص          | میلاد بهمنی   | میلاد بهمنی                     | وحید خدایی       | این کار به همراه یک انیمیشن ساخته شده‌است.                                    |

## اتودها
آهنگ‌هایی که بعضاً نیمه‌تمام و بدون تنظیم منتشر شده‌اند
| نام اتود                   | ترانه سرا       | آهنگساز      |
| -------------------------- | --------------- | ------------ |
| به کی بگم                  | مهرزاد امیرخانی | مرتضی پاشایی |
| باره آخر                   | مهرزاد امیرخانی | مرتضی پاشایی |
| هم گریه                    | مهرزاد امیرخانی | مرتضی پاشایی |
| برگ سوخته                  | مهرزاد امیرخانی | مرتضی پاشایی |
| شهر خورشید                 | مهرزاد امیرخانی | مرتضی پاشایی |
| تو میری                    | مهرزاد امیرخانی | مرتضی پاشایی |
| حس شاعری                   | مهرزاد امیرخانی | مرتضی پاشایی |
| قاصدک                      | مهرزاد امیرخانی | مرتضی پاشایی |
| ستاره                      | مهرزاد امیرخانی | مرتضی پاشایی |
| همسفر کی شدی               | مهرزاد امیرخانی | مرتضی پاشایی |
| وقتشه                      | مهرزاد امیرخانی | مرتضی پاشایی |
| گیج و گنگ                  | مهرزاد امیرخانی | مرتضی پاشایی |
| مرگ گل                     | مهرزاد امیرخانی | مرتضی پاشایی |
| دلخوش                      | مهرزاد امیرخانی | مرتضی پاشایی |
| خاموشی دل                  | مهرزاد امیرخانی | مرتضی پاشایی |
| منطق                       | مهرزاد امیرخانی | مرتضی پاشایی |
| دل سر به هوا               | مهرزاد امیرخانی | مرتضی پاشایی |
| ساعت نرو جلو               | مهرزاد امیرخانی | مرتضی پاشایی |
| مسافر                      | مهرزاد امیرخانی | مرتضی پاشایی |
| بیا که دوباره              | مهرزاد امیرخانی | مرتضی پاشایی |
| حواسم بهت هست              | مهرزاد امیرخانی | مرتضی پاشایی |
| قلبم رو تکراره (ورژن دیمو) | مهرزاد امیرخانی | مرتضی پاشایی |
| بی خوابی                   | مهرزاد امیرخانی | مرتضی پاشایی |
| سهم من                     | مهرزاد امیرخانی | مرتضی پاشایی |
| از چی دلخوری               | مهرزاد امیرخانی | مرتضی پاشایی |
| دست رو دلم نزار            | مهرزاد امیرخانی | مرتضی پاشایی |
| فنجون خیال                 | مهرزاد امیرخانی | مرتضی پاشایی |
| قانون من                   | مهرزاد امیرخانی | مرتضی پاشایی |
| پیشم بمون                  | مهرزاد امیرخانی | مرتضی پاشایی |
| بغض غریب                   | مهرزاد امیرخانی | مرتضی پاشایی |
| از عشق تو سیرم             | مهرزاد امیرخانی | مرتضی پاشایی |
| من و قلبم                  | مهرزاد امیرخانی | مرتضی پاشایی |
| رفیق نیمه راه              | مهرزاد امیرخانی | مرتضی پاشایی |
| هیچکی مثل تو               | مهرزاد امیرخانی | مرتضی پاشایی |
| بهونه                      | مهرزاد امیرخانی | مرتضی پاشایی |
| تنهایی مطلق                | مهرزاد امیرخانی | مرتضی پاشایی |
| شمع من                     | مهرزاد امیرخانی | مرتضی پاشایی |
| تو همونی                   | مهرزاد امیرخانی | مرتضی پاشایی |
| این خونه                   | مهرزاد امیرخانی | مرتضی پاشایی |
| حالم خوبه                  | مهرزاد امیرخانی | مرتضی پاشایی |
| عمره دوباره                | مهرزاد امیرخانی | مرتضی پاشایی |
| برگرد                      | مهرزاد امیرخانی | مرتضی پاشایی |
| وقتشه میدونم               | مهرزاد امیرخانی | مرتضی پاشایی |
| پیله                       | مهرزاد امیرخانی | مرتضی پاشایی |
| عصر پاییزی (ورژن دیمو)     | مهرزاد امیرخانی | مرتضی پاشایی |
| طلوع عشق                   | مهرزاد امیرخانی | مرتضی پاشایی |
| هوای چشات                  | مهرزاد امیرخانی | مرتضی پاشایی |
| دنبال توام                 | مهرزاد امیرخانی | مرتضی پاشایی |
| جای پاهای قشنگت            | مهرزاد امیرخانی | مرتضی پاشایی |
| عشق تازه                   | مهرزاد امیرخانی | مرتضی پاشایی |
| بی قراری                   | مهرزاد امیرخانی | مرتضی پاشایی |
| بگو بگو                    | مهرزاد امیرخانی | مرتضی پاشایی |
| بی قرار                    | مهرزاد امیرخانی | مرتضی پاشایی |
| کنج دیوار                  | مهرزاد امیرخانی | مرتضی پاشایی |
| خدای من                    | مهرزاد امیرخانی | مرتضی پاشایی |
| بهونه                      | مهرزاد امیرخانی | مرتضی پاشایی |
| غزل بانو                   | مهرزاد امیرخانی | مرتضی پاشایی |
| هوای چشات                  | مهرزاد امیرخانی | مرتضی پاشایی |
| دنبال توام                 | مهرزاد امیرخانی | مرتضی پاشایی |

## ممنوعیت انتشار اتودهای پخش نشده مرتضی پاشایی
در اردیبهشت سال ۱۳۹۸، پس از راه‌اندازی مجموعه فرهنگی هنری مرتضی پاشایی، خانواده وی بیانیه‌ای منتشر کرد و از افرادی که اتودهای مرتضی پاشایی را دارا بودند خواست، دیگر اتودی از مرتضی پاشایی منتشر نشود.
با وجود انتشار این بیانیه، قطعات و اتودهای مرتضی پاشایی همچنان در حال انتشار است و خانواده وی نیز تا کنون فعالیت و پیگرد قانونی بر علیه انتشار دهندگان انجام نداده‌اند.

## پرطرفدارترین‌ها در یوتیوب
| رتبه | نام آهنگ         | تعداد بازدید                                                                                 | منبع   |
| ---- | ---------------- | -------------------------------------------------------------------------------------------- | ------ |
| ۱    | یکی هست          | ۱۰٫۶ میلیون Morteza Pashaei - Yeki Hast (مرتضی پاشایی - یکی هست), retrieved 2021-04-25</ref> |        |
| ۲    | نگران منی        | ۷میلیون                                                                                      | [ ۲۵ ] |
| ۳    | جاده یک طرفه     | ۶٫۶۶میلیون                                                                                   | [ ۱۱ ] |
| ۴    | گریه کن          | ۲٫۹۷میلیون                                                                                   | [ ۲۶ ] |
| ۵    | دقیقه‌های آخر     | ۱٫۷۷میلیون                                                                                   | [ ۲۷ ] |
| ۶    | کجایی            | ۱ میلیون                                                                                     | [ ۲۸ ] |
| ۷    | حسرت             | ۹۰۰ هزار                                                                                     | [ ۱۱ ] |
| ۸    | نبض احساس        | ۸۷۵ هزار                                                                                     | [ ۲۹ ] |
| ۹    | ستایش            | ۵۹۵ هزار                                                                                     | [ ۲۵ ] |
| ۱۰   | من به تو حق میدم | ۴۲۹ هزار                                                                                     | [ ۳۰ ] |

## پرطرفدارترین‌ها در اسپاتیفای[۳۱]
| رتبه | نام ترانه      | تعداد بازدید |
| ---- | -------------- | ------------ |
| ۱    | یکی هست        | ۲٬۳۰۰٬۱۰۵    |
| ۲    | قلبم رو تکراره | ۱٬۸۵۵٬۱۰۴    |
| ۳    | جاده یک طرفه   | ۱٬۷۰۹٬۰۰۴    |
| ۴    | نگران منی      | ۱٬۱۵۷٬۴۱۷    |
| ۵    | حس جدید        | ۱٬۰۲۴٬۰۷۳    |